# 列宁斯科耶村委员会
列宁斯科耶村委员会（俄语：Ленинский сельсовет）是俄罗斯联邦阿穆尔州阿尔哈拉区所属的一个村委员会。其下辖有3个居民点，行政中心为列宁斯科耶。据2016年统计，该村委员会的人口为399人。